# عرقون روستكوفي
حشيشة النور أو عرقون روستكوفي أو عرقون مخزني أو كاسر النظارات(الاسم العلمي:Euphrasia rostkoviana) هو نوع غير مؤكد من النباتات يتبع جنس العرقون من الفصيلة الهالوكية.